# Comair (Vereinigte Staaten)
Comair war eine US-amerikanische Regionalfluggesellschaft mit Sitz in Boone County und ein Tochterunternehmen der Delta Air Lines. Sie führte für diese Regional- und Zubringerflüge unter der Dachmarke Delta Connection durch. Am 29. September 2012 wurde der Flugbetrieb eingestellt.

## Geschichte
Die Fluggesellschaft wurde 1977 von David Mueller und seinem Vater Raymond in Cincinnati gegründet und begann den Flugdienst mit drei Piper PA-31. Im Jahr 1981 wurde das Unternehmen an die Börse gebracht, um das Wachstum zu finanzieren. Teil der Dachmarke Delta Connection wurde sie 1984. Delta Air Lines kaufte 1986 20 % von Comair und übernahm 1999 alle Anteile für über zwei Milliarden US-Dollar.
Im Jahr 2001 traten die Piloten von Comair in einen Streik und legten damit den Betrieb für 89 Tage still. Weihnachten 2004 musste Comair auf Grund eines Computerfehlers sämtliche 1160 Flüge streichen, 30.000 Fluggäste waren betroffen.
Im Jahr 2005 zog die Muttergesellschaft Delta Air Lines Comair zeitweise mit unter den Schutz des Insolvenzparagrafen Chapter 11.
Im Juli 2012 gab Delta bekannt, dass Comair aufgrund einer Restrukturierung innerhalb des Konzerns Ende September 2012 den Betrieb einstellen und aufgelöst werden würde. Bereits in den Jahren zuvor wurden sukzessive knapp 100 Flugzeuge ersatzlos ausgemustert. Dies war vor allem darauf zurückzuführen, dass Delta ihre Flotte an Flugzeugen mit 50 oder weniger Sitzen stark verkleinern wollte. Die restlichen Flugzeuge der Comair, die mehr als 50 Sitze hatten, wurden in die Hauptgesellschaft Delta Airlines eingegliedert.

## Ziele
Comair flog unter der Marke Delta Connection für Delta Air Lines viele Ziele in den USA, in Kanada und auf den Bahamas an. Neben New York und Cincinnati waren Greensboro und Orlando weitere wichtige Knotenpunkte.

## Flotte

### Flotte bei Betriebseinstellung
Mit Stand Juli 2012 bestand die Flotte der Comair aus 52 Flugzeugen:
- 13 Bombardier CRJ100
- 11 Bombardier CRJ200
- 15 Bombardier CRJ700
- 13 Bombardier CRJ900

### Zuvor eingesetzte Flugzeuge
- Piper PA-31

## Zwischenfälle
- Am 9. Januar 1997 stürzte eine Embraer EMB 120 der Comair (Luftfahrzeugkennzeichen N265CA) während des Anfluges auf den Flughafen Detroit ab. Die Piloten der Maschine hatten die Kontrolle verloren, nachdem sich an den Tragflächen Raueis angesammelt hatte. Keiner der 29 Menschen an Bord überlebte den Absturz.[5][6]

- Am 27. August 2006 kamen beim Startunfall einer von Comair betriebenen Bombardier CRJ100 49 Menschen ums Leben. Die Maschine rollte beim Start um 06:00 Uhr Ortszeit bei Lexington mit hohem Tempo in ein Waldstück und brannte aus. Sie war auf dem Weg nach Atlanta. Ein herbeieilender Polizei-Offizier konnte gerade noch den Copiloten aus dem Cockpit ziehen, der als einziger den Unfall überlebte. Ersten Erkenntnissen nach starteten die Piloten von der falschen Startbahn, die für einen erfolgreichen Start 500 m zu kurz war (siehe auch Comair-Flug 5191).[7]